# Los Angeles Sparks 1997
La stagione 1997 delle Los Angeles Sparks fu la 1ª nella WNBA per la franchigia.
Le Los Angeles Sparks arrivarono seconde nella Western Conference con un record di 14-14, non qualificandosi per i play-off.

## Roster
| N° | Naz.                    | Ruolo | Sportivo         | Anno | Alt. | Peso |
| -- | ----------------------- | ----- | ---------------- | ---- | ---- | ---- |
| 4  | RD del Congo (bandiera) | G     | Mwadi Mabika     | 1976 | 180  | 75   |
| 9  | Stati Uniti (bandiera)  | C     | Lisa Leslie      | 1972 | 196  | 77   |
| 10 | Stati Uniti (bandiera)  | G     | Jamila Wideman   | 1975 | 168  | 61   |
| 11 | Stati Uniti (bandiera)  | G     | Penny Toler      | 1966 | 173  | 60   |
| 12 | Stati Uniti (bandiera)  | GA    | Katrina Colleton | 1971 | 178  | 63   |
| 21 | Stati Uniti (bandiera)  | G     | Tamecka Dixon    | 1975 | 175  | 67   |
| 28 | Cina (bandiera)         | C     | Zheng Haixia     | 1967 | 203  | 115  |
| 32 | Stati Uniti (bandiera)  | AC    | Daedra Charles   | 1968 | 191  | 64   |
| 34 | Stati Uniti (bandiera)  | C     | Heidi Burge      | 1971 | 196  | 82   |
| 34 | Stati Uniti (bandiera)  | A     | Travesa Gant     | 1971 | 183  | 82   |
| 42 | Stati Uniti (bandiera)  | A     | Linda Burgess    | 1969 | 185  | 78   |
|    | Stati Uniti (bandiera)  | AC    | Kim Gessig       | 1970 | 191  | 79   |

## Staff tecnico
- Allenatori: Linda Sharp (4-7) (fino al 16 luglio)[1], Julie Rousseau (10-7)
- Vice-allenatore: Julie Rousseau (fino al 16 luglio)